# Земљоуз
Земљоуз или превлака је географски појам којим се означава ужи део земље између две водене масе. Овај појам је супротан мореузу, који је ужи део мора између две земљане масе.
Земљоузи су природно погодна места за грађење канала. Панамски канал, на пример, спаја Атлантски океан и Пацифик преко Панамске превлаке и драстично смањује поморско путовање између источне и западне обале америчког континента, Суецки канал повезује Средоземно и Црвено море, пресецајући западну страну Суецке превлаке коју формира Синајско полуострво; а Кринански канал прелази превлаку између Лох Кринана и Лох Гилпа, који повезује полуострво Кинтајр са остатком Шкотске. Други пример је канал Веленд на полуострву Нијагара (технички превлака). Он повезује језеро Онтарио са језером Ири. Град Окланд на Северном острву Новог Зеланда налази се на превлаци.

## Истхмус vs копнени мост vs полуострво
Земљоуз и копнени мост су сродни појмови са превлаком која има шире значење. Копнени мост је превлака која повезује главне копнене масе Земље. Термин копнени мост се обично користи у биогеологији да опише копнене везе које су постојале између континената у различито време и биле важне за миграцију људи, и разних врста животиња и биљака, нпр. Берингија и Догерланд.
Превлака је копнена веза између две веће копнене масе, док је полуострво пре копнено испупчење које је само са једне стране повезано са већом копном, а са свих других страна окружено водом. Технички, превлака може да има канале који се протежу од обале до обале (нпр. Панамски канал), и на тај начин подсећа на два полуострва; међутим, канали су вештачке карактеристике које се разликују од мореуза.

## Главне превлаке
Главне светске превлаке укључују Панамску превлаку и превлаку Тевантепек у Средњој Америци, превлаку Кра у континенталној југоисточној Азији, Суецку превлаку између Северне Африке и Западне Азије, и Карелску превлаку у Европи. Од историјског значаја били су Коринтска превлака у Грчкој и Катанцарска превлака у Италији.